# John Holt (Tiermediziner)
John Holt (* 7. März 1931 in Sydney; † 24. Juni 2013 in Mount Wilson) war ein australischer Tierarzt und Sportschütze bei den Olympischen Sommerspielen 1960 in Rom.

## Leben
Holt erwarb 1954 seinen Bachelor of Veterinary Science an der University of Sydney. Anschließend arbeitete er kurz als Veterinär für Vieh und in der Nutztierindustrie. 1959 kaufte er das St. George Animal Hospital, das sich auf die Behandlung von Haustieren spezialisierte. Sein Unternehmen expandierte schließlich auf sechs Praxen rund um Sydney und brachte acht Universitätsprofessoren hervor. 1967 war er Mitbegründer der Small Animal Clinicians Group, die später als Australian Small Animal Veterinary Association bekannt wurde und schließlich in der Australian Veterinary Association aufging. Holt finanzierte und publizierte deren Zeitschrift, den Australian Veterinary Practitioner. Er reiste oft nach Kanada und in die Vereinigten Staaten, um sich über die dortigen tierärztlichen Praktiken in Bezug auf Kleintiere zu informieren und war Gastdozent an Institutionen wie der University of Guelph in Kanada und dem Washington State University College of Veterinary Medicine. Von 1986 bis 1988 war er Präsident der World Small Animal Veterinary Association. Er engagierte sich auch in Kampagnen gegen den Export lebender Tiere.
Im Sportschießen trat er bei den Olympischen Sommerspielen 1960 im 300-Meter-Gewehr-Dreistellungskampf an, wo er mit 1030 Punkten den 34. Platz belegte. Sein Bruder Neville vertrat Australien im Schießen bei den Olympischen Sommerspielen 1948 in London. Beide Brüder nahmen gemeinsam im Jahr 2000 beim Fackellauf während der Olympischen Sommerspiele in Sydney teil.
Im Jahr 1960 heiratete er Mary, eine Apothekerin. Das Paar war als Förderer des Australian Brandenburg Orchestra bekannt.

## Ehrungen
Holt erhielt 1998 eine Auszeichnung der World Small Animal Veterinary Association für Verdienste um den Berufsstand, einen Waltham Award for International Service von der American Academy of Veterinary Nutrition und Ehrenmitgliedschaften in verschiedenen Organisationen wie der American Animal Hospital Association. 1973 erhielt er den ersten Practitioner of the Year Award der Australian Small Animal Veterinary Association und 2007 verlieh ihm die Organisation eine besondere Auszeichnung für verdienstvolle Leistungen und benannte ihren Distinguished Service Award zu seinen Ehren.
2021 ehrten Harry E. Parnaby, Andrew G. King und Mark D. B. Eldridge John und Mary Holt im Artepitheton von Nyctophilus holtorum aus der Gattung der Australischen Langohrfledermäuse (Nyctophilus).